# Fassade (Entwurfsmuster)
Fassade (englisch facade, auch façade geschrieben) ist ein Entwurfsmuster aus dem Bereich der Softwareentwicklung, das zur Kategorie der Strukturmuster (engl. structural design patterns) gehört. Es bietet eine einheitliche und meist vereinfachte Schnittstelle zu einer Menge von Schnittstellen eines Subsystems.
Wenn ein Subsystem viele technisch orientierte Klassen enthält, die selten von außen verwendet werden, hilft es, eine Fassade zu verwenden. Die Fassade ist eine Klasse mit ausgewählten Methoden, die eine häufig benötigte Untermenge an Funktionalität des Subsystems umfasst. Sie delegiert die Funktionalität an andere Klassen des Subsystems und vereinfacht dadurch den Umgang mit dem Subsystem.

## Vorteile und Nachteile
Die Fassade fördert die lose Kopplung, weil sie das zugrunde liegende Subsystem versteckt, und senkt die Komplexität, da mehrere Schnittstellen zu einer zusammengefasst werden. Außerdem kann das Subsystem durch die lose Kopplung leichter erweitert werden.
Der Nachteil besteht darin, dass eine zusätzliche Indirektionsstufe eingeführt wird.

## Beispiel
Die Standard-Bibliothek von Java enthält sehr viele Klassen für das Verarbeiten von Schriftarten und deren Darstellung als geometrische Figuren oder direkt als Pixel. Trotzdem kommen die meisten Java-Programmierer mit diesen Klassen nie in Kontakt, da die Standard-Bibliothek mit den Fassadenklassen Font und Graphics sehr einfachen Zugriff auf die wichtigsten Schriftart-Operationen gewährt.

## Struktur
Facade
Die Fassade. Sie verweist auf die Klassen Class1, Class2 und Class3.
Clients
Die Objekte, welche die Fassade nutzen.

## Verwandte Entwurfsmuster
Die abstrakte Fabrik (Abstract Factory, Kit) kann zusammen mit einer Fassade verwendet werden, um eine Schnittstelle zum Erzeugen von Systemobjekten unabhängig vom Subsystem anzubieten.
Der Vermittler (Mediator) steht genau wie die Fassade als Vermittler zwischen Klassen, um direkte Zugriffe zu vermeiden.
Der Adapter (Wrapper) stellt eine geänderte Schnittstelle auf eine existierende Klasse oder ein Subsystem bereit.
Business Delegate ist das Gegenstück zur Fassade auf der aufrufenden Komponente.